# Wlodek Gulgowski
Włodzimierz „Wlodek“ Gulgowski (* 13. Februar 1944 in Łódź) ist ein polnischer Jazz- und Fusionmusiker (Piano, Arrangement) und Filmkomponist. 

## Leben und Wirken
Gulgowski studierte in der Klavierklasse am Konservatorium Warschau. Er spielte zunächst in einer Amateurband mit Swing-Musik und arbeitete anschließend mit den Warschauer New Orleans Stompers zusammen, mit denen es 1963 zu ersten Aufnahmen kam. Im selben Jahr trat er beim internationalen Jazz Jamboree in Warschau als Pianist im Quartett von Zbigniew Namysłowski auf (mit Czesław Bartkowski und Tadeusz Wójcik); mit dieser Band arbeitete er in den Folgejahren (Lola 1964). 1965 trat er zusammen mit anderen polnischen Jazzmusikern in dem von Joachim Ernst Berendt produzierten Film „Jazz aus Polen“ (Regie: Janusz Majewski) auf, der im deutschen Fernsehen gezeigt wurde.
Bald darauf emigrierte Gulgowski nach Schweden, wo er zunächst als Studiomusiker tätig war. Gemeinsam mit Namysłowski gründete er dort das Rockjazz-Projekt Pop Workshop, das mit Janne Schaffer, Mads Vinding und Ed Thigpen bzw. Tony Williams (Pop Workshop: Songs of the Pterodactil) 1973 und 1974 zwei Alben veröffentlichte. Zudem legte er mehrere Alben unter eigenem Namen vor und begleitete mit seinem Orchester Popsänger wie Maritza Horn. 1974 lud ihn Michał Urbaniak zu gemeinsamen Konzerten in den USA ein; dabei entstanden auch die Alben Fusion III und Funk Factory. Zurück in Schweden gründete er die Prog-Rock-Band Made in Sweden (mit Steve Gadd und Anthony Jackson), mit der er den Mini-Moog erkundete und 1976 das Album Where Do We Begin veröffentlichte. Weiterhin arbeitete er mit ABBA zusammen, für deren erste Platten er arrangierte und als Instrumentalist im Studio tätig war; er ist auch auf Alben von Sabu Martinez, Pekka Pohjola, Gabor Szabo, George Russell oder Bengt-Arne Wallin/Nils Landgren zu hören.
1978 begann er mit dem Gitarristen Al Di Meola zu arbeiten, mit dem er in vielen europäischen Ländern sowie den USA auftrat. Gelegentlich gab er in Polen Konzerte, so 1984 auf dem Jazz Jamboree mit der Latin Lover Band (mit Héctor Bingert, José Pérez und Jorge Sadi). Später war er überwiegend als Filmkomponist tätig.

## Diskographische Hinweise
- Soundcheck (Polydor 1976, mit Anthony Jackson und Steve Gadd)
- Wojciech Karolak, Włodzimierz Gulgowski, Janusz Skowron, Zbigniew Namysłowski, Harris Simon Kalisz. X-Lecie Międzynarodowych Festiwali Pianistów Jazzowych (PolJazz 1983)
- Home (Amigo 1987)

## Filmographie
- 1986 – Betongmormor
- 1987 – A Winter in Herat
- 1987 – Om kärlek
- 1989 – Den blå jaguaren
- 1989 – Im Zeichen der Schlange
- 1989: Valby – Das Geheimnis im Moor (Miraklet i Valby)
- 1990 – Fiendens fiende (Fernsehserie)
- 1991 – ›Harry Lund‹ lägger näsan i blöt!
- 1993 – Großvaters Reise
- 1994 – Schaman
- 2000 – Hur som helst är han jävligt död
- 2001 – Gustav III:s äktenskap
- 2003 – Kommer du med mig då
- 2003 – Talismanen (Fernsehserie)
- 2004 – 6 Points
- 2005 – Kocken